# شهرستان چانگشا
شهرستان چانگشا (به لاتین: Changsha County) یک منطقهٔ مسکونی در چین است که در چانگشا واقع شده است. شهرستان چانگشا ۱٬۹۹۷ کیلومتر مربع مساحت و ۷۵۰٬۵۰۰ نفر جمعیت دارد.